# مدرسه آلیانس تهران
مدرسه آلیانس تهران (مدرسه اتحاد) اولین مدرسه سازمان اتحاد جهانی آلیانس بود که در تهران در حدود سال ۱۹۰۰ میلادی تأسیس شد. این مدرسه اولین مدرسه به سبک غربی در ایران بود.

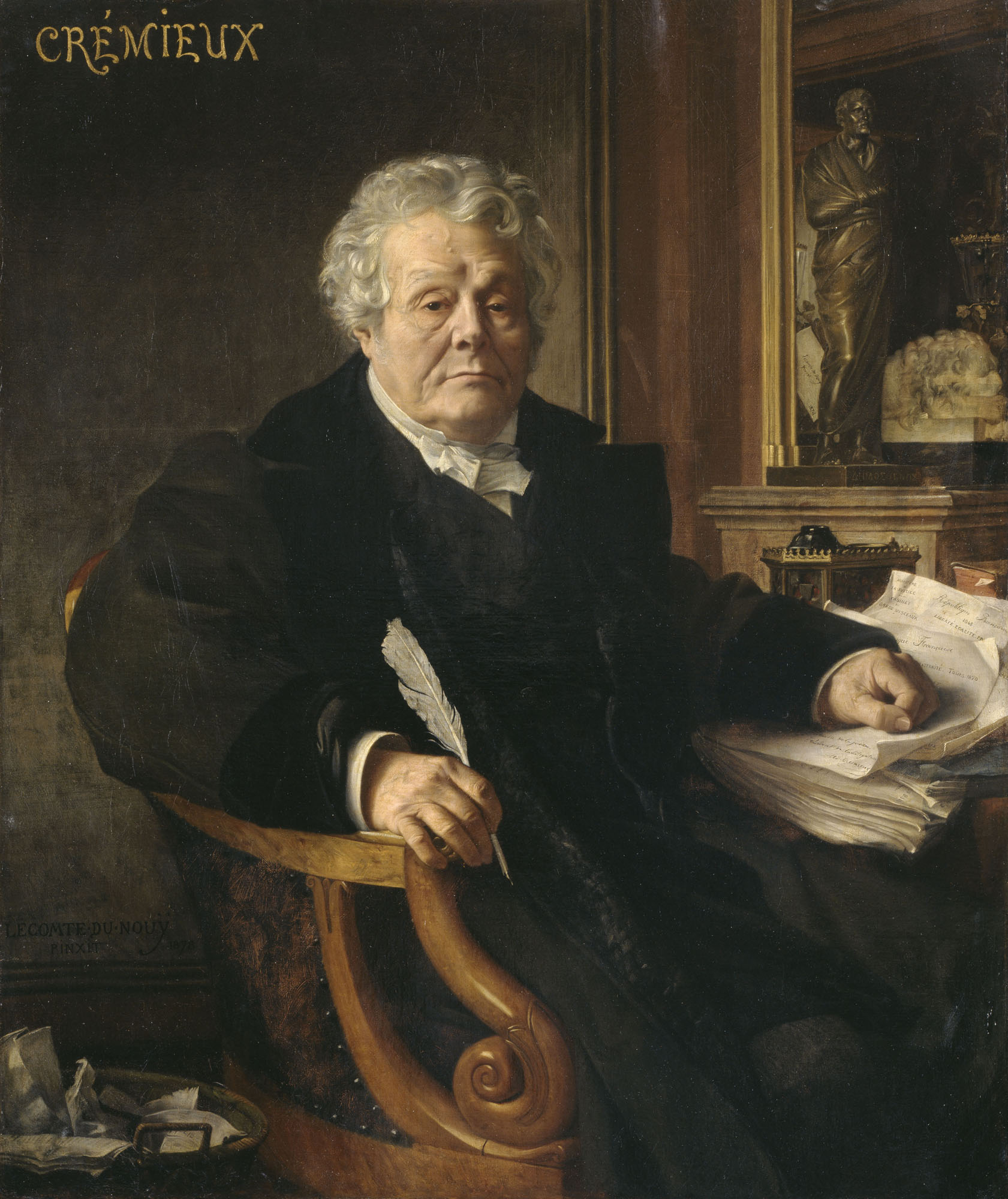
آدولف کرمیو رئیس سازمان اتحاد جهانی آلیانس. سازمان آلیانس در بهبود وضعیت یهودیان ایران آنقدر نقش مهمی داشت که بعضی یهودیان نمایندگان این سازمان را مسیحا (مسیح) یا منجی موعود یهودیان می‌دانستند.

## تاریخچه
مدارس آلیانس توسط دو مؤسسه یکی به نام «آلیانس فرانسه» و دیگری با عنوان «انجمن آلیانس جهانی اسرائیلی» (یهودیان) در ایران ایجاد شدند. در ۱۸۸۳ میلادی / ۱۳۰۰ هجری قمری «آلیانس فرانسه کانون ملی برای ترویج زبان ملی فرانسه» در پاریس بنیان گرفت که هدف آن گسترش و زبان و فرهنگ فرانسه در جهان بود. آلیانس در هر شهری یک مدرسه و یک کمیته یا انجمن و یک کتابخانه را در بر می‌گرفت. در آغاز سده بیستم میلادی علاوه بر پاریس در دیگر کشورها همچون آمریکا، استرالیا، روسیه، بلژیک، ایتالیا، مصر و ترکیه جمعاً ۱۲۶ کمیته آلیانس به راه افتاد.
ناصرالدین شاه قاجار در سال ۱۸۷۳ به اروپا رفت. در این دیدار نماینده سازمان اتحاد جهانی آلیانس با او دیدار کرد. شخص آدولف کرمیو رئیس این سازمان نیز در این دیدار حضور داشت. آدولف کرمیو شرح مفصلی از مشکلات یهودیان ایران به شاه ارائه کرد. ناصرالدین‌شاه در این دیدار با تأسیس مدارس آلیانس و رفع قوانین ضدیهودی شرعی در این موافقت کرد. روز بعد نماینده آلیانس به میرزا حسین‌خان سپهسالار نامه‌ای نوشت و درخواست تأسیس مدرسه آلیانس را کتبی مطرح کرد. میرزا حسین‌خان نیز در جواب به صورت رسمی با تأسیس مدرسه آلیانس موافقت نمود. با وجود برنامه‌ریزی برای تأسیس مدرسه در سال ۱۸۹۸ به دلیل مخالفتهای مردم در ایران و مشکلات دیگر شروع به کار مدرسه به تعویق افتاد. در ایران هم دکتر تولوزان حکیم‌باشی ناصرالدین شاه، برای بنیان کمیته مزبور تعیین شده، در ۱۳۰۶ هجری قمری/۱۸۸۹ میلادی برای نخستین بار از برپایی کمیته آلیانس در تهران سخن به میان آمد و به دو شاخه آن در تهران و شیراز اشاره شد.
اولین مدرسه آلیانس در تهران بیست و پنج سال بعد از موافقت ناصرالدین شاه در سال ۱۲۹۰ هجری شمسی در تهران ایجاد شد. اعضای انجمن کلیمیان تهران به شدت از نماینده آلیانس استقبال کردند. نماینده آلیانس موفق شد وصله خاصی که به لباس یهودیان متصل بود را حذف کند. کمی بعد نماینده آلیانس علاوه بر مدرسه پسرانه، اقدام به تأسیس مدرسه دخترانه نیز می‌نماید که این امر برای اکثریت مسلمان ایران بسیار تازگی داشت.
به دلیل اینکه مدرسه آلیانس بر روی مسائل شرعی یهود تمرکز کمی داشت و بیشتر به مسائل علمی مدرن می‌پرداخت در ابتدا بسیاری والدین یهودی از تربیت فرزندانشان در این مدرسه نگران بودند. در زمان رضاشاه این مدرسه ملی شد و تحت نظر وزارت معارف درآمد. نام مدرسه نیز از آلیانس به اتحاد تغییر کرد.

## دانش آموختگان
- توران میرهادی (استاد ادبیات کودکان، نویسنده، متخصص آموزش و پرورش)
- ایراندخت میرهادی (پزشک و هنرمند)

## آموزگاران
- محمدخان ضرابی درس زبان فرانسه